# Utulkalama
Utulkalama – według „Sumeryjskiej listy królów” siódmy władca tzw. I dynastii z Uruk, syn i następca Urlugala, wnuk słynnego Gilgamesza. Dotyczący go fragment brzmi następująco:
„Utulkalama, syn Urlugala, panował przez 15 lat”.